# Loxoptygus erlangeri
Loxoptygus erlangeri é uma espécie de aranha pertencente à família Theraphosidae (tarântulas).